# Otwock

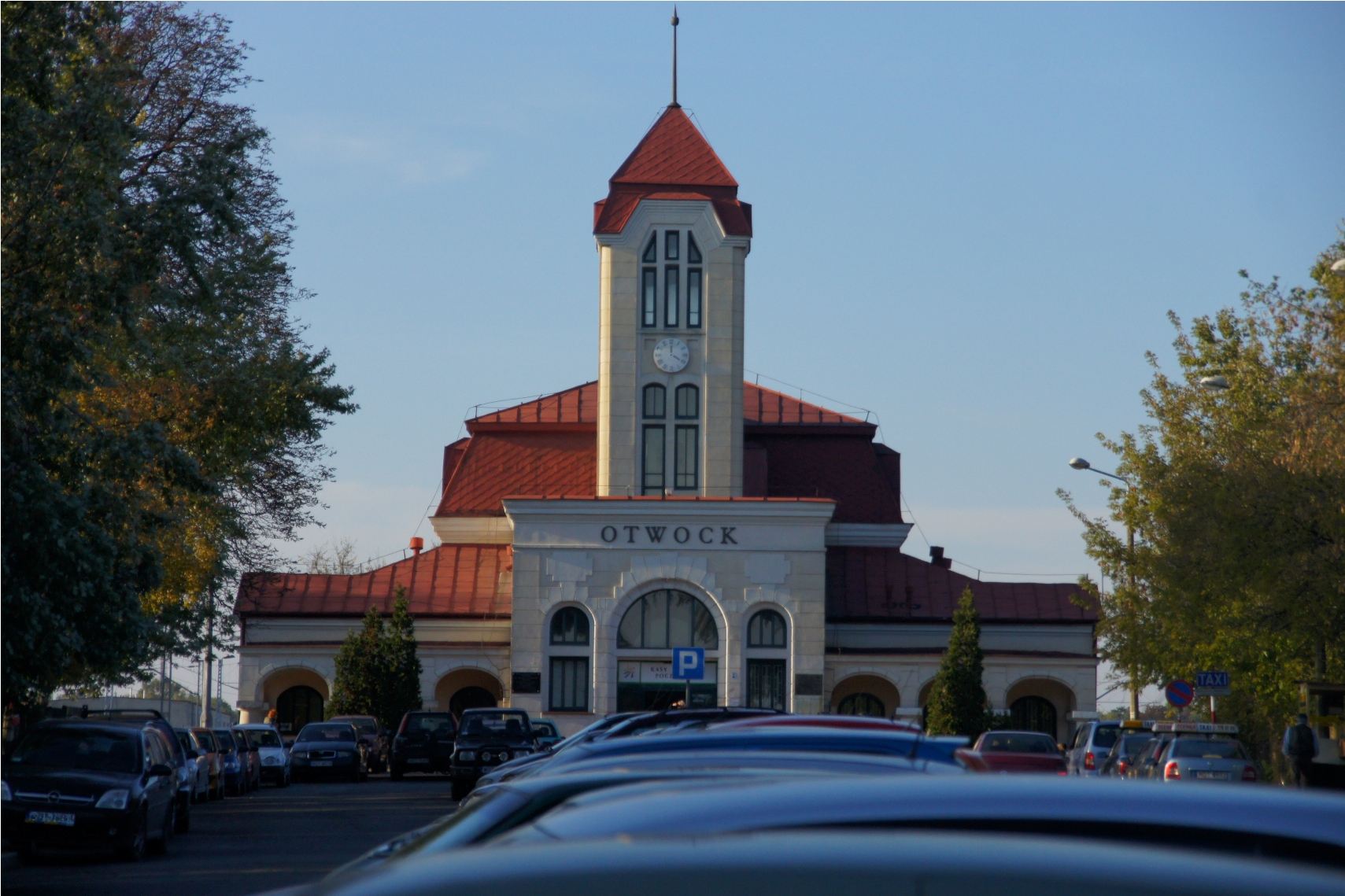
Bahnhof

Otwock [ˈɔtfɔtsk] ist eine Kreisstadt in Polen in der Woiwodschaft Masowien. Die Stadt ist ein ehemaliger Kurort.

## Geografische Lage
Der Ort liegt am Fluss Świder, etwa 25 Kilometer südöstlich der polnischen Hauptstadt Warschau.

## Geschichte
Die erste Erwähnung eines Gutes an der Stelle des heutigen Otwock findet man im 19. Jahrhundert. 1887 erfolgte der Anschluss an das Schienennetz entlang der Weichsel. In dieser Zeit begann auch das eigentliche Wachstum der Stadt. 1893 wurde die erste Heilanstalt, für Tuberkulosekranke, des Ortes errichtet.
Ende des 19., Anfang des 20. Jahrhunderts gab es in der Stadt 600 Villen mit etwa 2.000 Einwohnern. Der Ort war vor allem als Erholungszentrum ein wichtiger Anlaufpunkt. Das Stadtrecht erhielt der Ort am 9. November 1916 und Witold Kasperowicz war der erste Bürgermeister. Aus dieser Zeit stammt auch das erste Wappen. 1917 gab es in dem Ort 22 Pensionen und 3 Sanatorien. Die offizielle Anerkennung des Ortes als Kurort erhielt die Stadt erst 1923. Die Stadt entwickelte sich zwischen den beiden Weltkriegen sehr gut, es entstanden ein Stadion, ein Casino, Schulen usw. Die Zahl der Einwohner betrug 1938 etwa 20.000, die der Kurgäste war doppelt so hoch. 1939 waren 75 % der Bevölkerung von Otwock jüdisch.
Als die Stadt 1939 von der deutschen Wehrmacht besetzt wurde, lebten ca. 14.000 Juden in der Stadt, in der im Herbst 1940 ein Ghetto eingerichtet wurde. Schätzungsweise 2.000 Juden starben an Hunger und Seuchen, bevor am 19. August 1942 die Deportation der Juden in das Vernichtungslager Treblinka begann. Gleichzeitig fanden Untergrundaktivitäten der Polen gegen die Deutschen statt. Am 31. Juli 1944 erreichte die Rote Armee Otwock, das etwa die Hälfte seiner Einwohner verloren hatte.
Bis 1952 war die Stadt Teil des Powiat Warschau, nach dessen Auflösung war sie bis 1975 selbst Kreisstadt eines Powiats. Am 14. Juni 1958 wurde unweit der Stadt der erste Kernreaktor Polens, der Forschungsreaktor Ewa in Betrieb genommen, welcher hauptsächlich ein Versuchsreaktor war. Im Dezember 1974 folgte der Forschungsreaktor Maria, benannt nach Marie Curie. 1995 wurde der Reaktor Ewa außer Betrieb genommen und Maria ist damit der einzige in Betrieb befindliche Kernreaktor Polens.
Von 1975 bis 1998 gehörte die Gemeinde zur Woiwodschaft Warschau.
1999 wurde die Stadt wieder Kreisstadt. Seit 1992 ist die Stadt in Partnerschaft mit Lennestadt.

### Einwohnerentwicklung
| Jahr          | 19./20. Jh. | 1938   | 1946   | 1960   | 2000   | 2014   |
| Einwohnerzahl | 2.000       | 20.000 | 12.000 | 36.300 | 44.356 | 45.073 |

## Wappen
Das erste Wappen des Ortes stammt vom 7. August 1916. Die Mitte des Wappens war ein blaues Schild mit einem goldenen Kelch, aus dem eine Kiefer wächst. Zu beiden Seiten des Kruges krochen Schlangen aus ihm heraus. Der Schild schwebte über zwei Kiefernzweigen, zwei weitere befanden sich links und rechts neben dem Schild. Gekrönt wird das Schuld von einer Mauer mit drei Türmen. Auf dem mittleren Turm sitzt ein weißer Adler, auf den beiden äußeren die weiß-rote Flagge Polens. Dieses Wappen war bis 1927 offizielles Wappen des Ortes.
Das aktuelle Wappen stammt vom 2. August 1926, die Bestätigung des Woiwoden erfolgte am 16. Mai 1927. Das Wappen besteht aus einem gespaltenen Schild. Die rechte Seite hat einen roten Hintergrund, auf dem die Hälfte des Adlers des polnischen Staatswappens zu sehen ist. Die linke goldene Seite zeigt eine Schlange, die aufgerichtet aus einem Gefäß blickt.

## Verkehr
Seit 2023 ist der ÖPNV in Otwock kostenlos. Im Frühjahr 2024 wurde eine weitere kostenlose Buslinie eingerichtet, die Otwock mit der Metro Warschau verbindet.

## Söhne und Töchter der Stadt
- Irena Sendler (1910–2008), polnische Krankenschwester, „Gerechte unter den Völkern“
- Marek Jaroszewski (* 1944), polnischer Germanist und Literaturwissenschaftler
- Bogdan Stodulny (1953–1997), polnischer Maler
- Anna Grodzka (* 1954), polnische Gesellschaftsaktivistin und Politikerin
- Urszula Kielan (* 1960), polnische Hochspringerin
- Paweł Wypych (1968–2010), polnischer Politiker und Opfer des Flugunfalls bei Smolensk
- Calek Perechodnik (1916–1944), jüdischer Polizist im Otwocker Ghetto, Autor von Bin ich ein Mörder? Das Testament eines jüdischen Ghetto-Polizisten[7]